# Marcelo Zalayeta
Marcelo Danubio Zalayeta (Montevideo, 5 dicembre 1978) è un ex calciatore uruguaiano, di ruolo attaccante.

## Carriera

### Club

#### Danubio e Peñarol
Esordì da professionista con il Danubio di Montevideo nella stagione 1996, in cui giocò nella massima serie locale 32 partite e realizzò 12 reti. Nel corso dell'anno seguente passò al Peñarol, che grazie anche alle sue 13 realizzazioni si confermò tra le squadre più forti del campionato uruguagio. Intorno ai 19 anni Zalayeta era già titolare in nazionale e attirò l'interesse di numerosi club europei grazie alle prestazioni offerte al mondiale Under-20 disputato in Malaysia.

#### Juventus

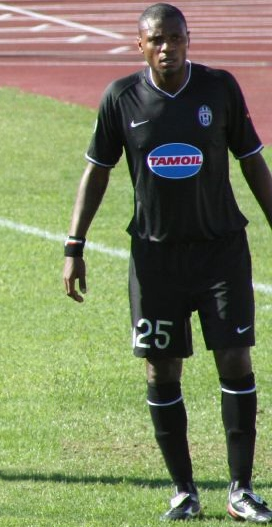
Zalayeta alla Juventus nel 2006

Dall'autunno del 1997 militò nella Juventus, che lo acquistò per 5 miliardi di lire e con la quale vinse nella sua prima stagione lo scudetto; nonostante Marcello Lippi lo avesse schierato solamente in cinque occasioni, Zalayeta si mostrò più volte decisivo, segnando il suo primo gol al debutto in Serie A, il 14 marzo 1998, nel pareggio casalingo 2-2 contro il Napoli: nella circostanza, a 19 anni e 99 giorni diventò – all'epoca – il più giovane marcatore straniero in campionato nella storia del club torinese, un primato che resisterà per il successivo quarto di secolo prima di essere battuto nel 2023 da Kenan Yıldız.
Nel corso della sua permanenza in bianconero si segnalò per alcuni gol importanti, soprattutto in Champions League: realizzò, infatti, la rete decisiva contro il Barcellona nei quarti di finale dell'edizione 2002-2003, e la marcatura che consentì ai bianconeri di eliminare il Real Madrid agli ottavi nell'edizione 2004-2005, entrambe ai tempi supplementari.
Nonostante potesse vantare un'elevata percentuale realizzativa, se calcolata in relazione ai minuti giocati, non riuscì mai a ritagliarsi un ruolo di primo piano nella sua squadra, finendo spesso in tribuna. Per consentire al calciatore di fare esperienza il club juventino lo mandò in prestito dapprima all'Empoli, poi per due stagioni agli spagnoli del Siviglia e infine al Perugia, ma anche in queste squadre non ebbe un grande impatto; in particolare l'annata trascorsa in Umbria (2003-2004) pareva essere quella del suo definitivo rilancio, ma un infortunio che gli causò la rottura di tibia e perone ne frenò l'ascesa.
Tornato in bianconero nel 2001-2002, si aggiudicò due scudetti consecutivi da comprimario, mentre nella stagione 2004-2005 fu utilizzato con buona regolarità in campionato (28 presenze) e marcò 6 gol. Nella stagione 2005-2006 scese in campo meno volte, poco impiegato da Fabio Capello. Rimase a Torino anche nella stagione 2006-2007, in cui fece parte della "vecchia guardia" dopo la retrocessione in Serie B del club per i fatti di Calciopoli. Mise a segno gol decisivi per alcune vittorie della squadra, come la doppietta contro il Frosinone del 1º maggio 2007.
Con la Juventus ha realizzato in totale 34 gol: 12 in A, 12 in Coppa Italia, 6 in Champions League, 4 in Serie B.

#### Napoli
Durante l'estate 2007 Fabio Capello consiglia all'amico Edy Reja l'ingaggio del giocatore, sicché il 21 agosto Zalayeta passa in compartecipazione al Napoli, squadra neopromossa in Serie A come la Juventus.
Esordisce in maglia azzurra il 26 agosto 2007, nella prima giornata di campionato persa 2-0 contro il Cagliari. Segna i suoi primi gol nella partita seguente, realizzando una doppietta nell'incontro vinto 5-0 sull'Udinese; Zalayeta continua a segnare con regolarità, battendo il suo personale record di reti già durante il girone di andata. Il 2 marzo 2008 segna dopo tre minuti il gol che decide la gara contro l'Inter (1-0), causando la prima sconfitta dei nerazzurri dopo 25 giornate. La settimana seguente, durante Napoli-Roma, si infortuna gravemente (rottura del legamento crociato posteriore del ginocchio sinistro) e chiude in anticipo la sua stagione.
Il 22 maggio 2008 il Napoli e la Juventus decidono di comune accordo di rinnovare la comproprietà per un altro anno.
Torna in campo il 24 settembre 2008 nella partita Napoli-Palermo, in cui segna anche una rete. Dopo il gol segnato contro la Samporia nella partita del 9 novembre, non segnerà più fino ad aprile: il suo terzo gol arriverà sempre contro i blucerchiati. Il 26 aprile segna contro l'Inter, come nel campionato precedente, regalando la vittoria alla sua squadra. Il 5 maggio 2009 non si presenta all'allenamento in seguito a contrasti col tecnico Roberto Donadoni: viene per questo motivo messo fuori rosa. Chiarito l'equivoco, il giocatore torna a disposizione del mister. Chiude la sua seconda stagione in azzurro con 27 presenze e 4 reti in Serie A.
La compartecipazione con la Juventus viene ulteriormente rinnovata per un altro anno il 26 giugno 2009, ma l'attaccante uruguaiano non viene convocato per il ritiro precampionato.

#### Bologna e Kayserispor
Dopo aver svolto la preparazione in Uruguay, il 21 agosto 2009 viene ceduto in prestito al Bologna. Fa il suo esordio il successivo 13 settembre, nella partita interna col Chievo persa per 0-2. L'8 novembre segna, con una doppietta, il suo primo gol con la maglia del Bologna nella partita interna vinta per 3-1 sul Palermo. Realizza complessivamente 4 reti in 29 partite; inoltre la stagione 2009-2010 è la terza stagione nella quale Zalayeta segna consecutivamente all'Inter.
Il 25 giugno 2010 il Napoli riscatta a titolo gratuito l'altra metà del cartellino del calciatore ma, non rientrando nei piani del tecnico Walter Mazzarri, il calciatore non è convocato per il ritiro precampionato, in attesa di trovargli una nuova sistemazione; la cosa si realizza il successivo 25 agosto, quando viene ceduto a titolo definitivo al Kayserispor Kulübü, squadra della massima serie turca allenata da Shota Arveladze. Dopo 14 presenze e 7 reti in Süper Lig, il 29 marzo 2011 rescinde consensualmente il contratto con il club anatolico.

#### Ritorno al Peñarol
Deciso a tornare in patria, nell'estate 2011 firma con il Peñarol, tornando così nel club della capitale dopo 14 anni. Nel 2013 vince il suo secondo campionato con la squadra uruguaiana con un bottino sottoporta di 15 gol, al pari di Líber Quiñones del Racing Montevideo e Maximiliano Rodríguez del Montevideo Wanderers, ma dietro al compagno di squadra Juan Manuel Olivera (18), capocannoniere stagionale.
Nel novembre 2015 annuncia il suo ritiro.

### Nazionale
Si impone all'attenzione degli osservatori internazionali grazie alle sue prestazioni con la nazionale uruguaiana Under-20 al mondiale di categoria del 1997 in Malaysia: qui è autore di alcuni gol importanti, e la sua squadra si arrende solo in finale ai pari età dell'Argentina.
Convocato nella nazionale maggiore uruguaiana, con la quale è finalista nella Copa América 1999 realizzando 3 reti in 5 gare, fallisce in extremis la qualificazione al campionato del mondo 2006: decisivo in alcune occasioni nelle precedenti gare di qualificazione (tra cui una tripletta ai danni della Colombia), nella gara di ritorno dello spareggio interzona contro l'Australia, giocata il 16 novembre 2005, proprio un suo errore nei tiri di rigore non consente all'Uruguay di accedere alla fase finale in Germania. Questa partita segna il suo commiato dalla nazionale, con la quale totalizza complessivamente 33 presenze e 10 reti.

## Statistiche

### Presenze e reti nei club
Statistiche aggiornate al 6 dicembre 2015.
| Stagione            | Squadra         | Campionato      | Campionato | Campionato | Coppe nazionali | Coppe nazionali | Coppe nazionali | Coppe continentali | Coppe continentali | Coppe continentali | Altre coppe | Altre coppe | Altre coppe | Totale | Totale |
| Stagione            | Squadra         | Comp            | Pres       | Reti       | Comp            | Pres            | Reti            | Comp               | Pres               | Reti               | Comp        | Pres        | Reti        | Pres   | Reti   |
| ------------------- | --------------- | --------------- | ---------- | ---------- | --------------- | --------------- | --------------- | ------------------ | ------------------ | ------------------ | ----------- | ----------- | ----------- | ------ | ------ |
| 1995-1996           | Danubio         | 1ª Div.         | 32         | 12         | -               | -               | -               | -                  | -                  | -                  | -           | -           | -           | 32     | 12     |
| 1996-1997           | Peñarol         | 1ª Div.         | 32         | 13         | -               | -               | -               | -                  | -                  | -                  | -           | -           | -           | 32     | 13     |
| 1997-1998           | Juventus        | A               | 5          | 1          | CI              | 2               | 0               | -                  | -                  | -                  | -           | -           | -           | 7      | 1      |
| giu.-ott. 1998      | Juventus        | A               | 1          | 0          | CI              | 1               | 2               | UCL                | 1                  | 0                  | -           | -           | -           | 3      | 2      |
| ott. 1998-giu. 1999 | Empoli          | A               | 17         | 2          | CI              | -               | -               | -                  | -                  | -                  | -           | -           | -           | 17     | 2      |
| 1999-2000           | Siviglia        | Liga            | 28         | 5          | -               | -               | -               | -                  | -                  | -                  | -           | -           | -           | 28     | 5      |
| 2000-2001           | Siviglia        | 2ª Div.         | 22         | 5          | -               | -               | -               | -                  | -                  | -                  | -           | -           | -           | 22     | 5      |
| Totale Siviglia     | Totale Siviglia | Totale Siviglia | 50         | 10         |                 | -               | -               |                    | -                  | -                  |             | -           | -           | 50     | 10     |
| 2001-2002           | Juventus        | A               | 11         | 0          | CI              | 8               | 5               | UCL                | 4                  | 1                  | -           | -           | -           | 23     | 6      |
| 2002-2003           | Juventus        | A               | 22         | 4          | CI              | 4               | 2               | UCL                | 9                  | 2                  | SI          | 1           | 0           | 36     | 8      |
| 2003-gen. 2004      | Juventus        | A               | 2          | 0          | CI              | 4               | 2               | UCL                | 3                  | 1                  | -           | -           | -           | 9      | 3      |
| gen.-giu. 2004      | Perugia         | A               | 5          | 0          | -               | -               | -               |                    | -                  | -                  | -           | -           | -           | 5      | 0      |
| 2004-2005           | Juventus        | A               | 28         | 6          | CI              | 2               | 1               | UCL                | 8                  | 2                  | -           | -           | -           | 38     | 9      |
| 2005-2006           | Juventus        | A               | 16         | 1          | CI              | 4               | 0               | UCL                | 6                  | 0                  | SI          | 1           | 0           | 27     | 1      |
| 2006-2007           | Juventus        | B               | 16         | 4          | CI              | 1               | 0               | -                  | -                  | -                  | -           | -           | -           | 17     | 4      |
| Totale Juventus     | Totale Juventus | Totale Juventus | 101        | 16         |                 | 26              | 12              |                    | 31                 | 6                  |             | 2           | 0           | 160    | 34     |
| 2007-2008           | Napoli          | A               | 22         | 8          | CI              | 2               | 0               | -                  | -                  | -                  | -           | -           | -           | 24     | 8      |
| 2008-2009           | Napoli          | A               | 27         | 4          | CI              | 2               | 0               | CU                 | 3                  | 0                  | -           | -           | -           | 32     | 4      |
| Totale Napoli       | Totale Napoli   | Totale Napoli   | 49         | 12         |                 | 4               | 0               |                    | 3                  | 0                  |             | -           | -           | 56     | 12     |
| 2009-2010           | Bologna         | A               | 29         | 4          | CI              | -               | -               | -                  | -                  | -                  | -           | -           | -           | 29     | 4      |
| 2010-2011           | Kayserispor     | SL              | 14         | 7          | CT              | 1               | 1               | -                  | -                  | -                  | -           | -           | -           | 15     | 8      |
| 2011-2012           | Peñarol         | 1ª Div.         | 25         | 17         | -               | -               | -               | CL                 | 6                  | 1                  | -           | -           | -           | 31     | 17     |
| 2012-2013           | Peñarol         | 1ª Div.         | 27         | 15         | -               | -               | -               | CL                 | 6                  | 1                  | -           | -           | -           | 33     | 16     |
| 2013-2014           | Peñarol         | 1ª Div.         | 26         | 6          | -               | -               | -               | CL + CS            | 4+2                | 1+0                | -           | -           | -           | 32     | 7      |
| 2014-2015           | Peñarol         | 1ª Div.         | 30         | 10         | -               | -               | -               | CS                 | 6                  | 2                  | -           | -           | -           | 36     | 12     |
| 2015-2016           | Peñarol         | 1ª Div.         | 15         | 1          | -               | -               | -               | CL                 | 0                  | 0                  | -           | -           | -           | 15     | 1      |
| Totale Peñarol      | Totale Peñarol  | Totale Peñarol  | 155        | 62         |                 | -               | -               |                    | 24                 | 5                  |             | -           | -           | 179    | 67     |
| Totale carriera     | Totale carriera | Totale carriera | 484        | 138        |                 | 31              | 13              |                    | 58                 | 11                 |             | 2           | 0           | 575    | 162    |

### Cronologia presenze e reti in nazionale
| Cronologia completa delle presenze e delle reti in nazionale ― Uruguay | Cronologia completa delle presenze e delle reti in nazionale ― Uruguay | Cronologia completa delle presenze e delle reti in nazionale ― Uruguay | Cronologia completa delle presenze e delle reti in nazionale ― Uruguay | Cronologia completa delle presenze e delle reti in nazionale ― Uruguay | Cronologia completa delle presenze e delle reti in nazionale ― Uruguay | Cronologia completa delle presenze e delle reti in nazionale ― Uruguay | Cronologia completa delle presenze e delle reti in nazionale ― Uruguay |
| Data                                                                   | Città                                                                  | In casa                                                                | Risultato                                                              | Ospiti                                                                 | Competizione                                                           | Reti                                                                   | Note                                                                   |
| ---------------------------------------------------------------------- | ---------------------------------------------------------------------- | ---------------------------------------------------------------------- | ---------------------------------------------------------------------- | ---------------------------------------------------------------------- | ---------------------------------------------------------------------- | ---------------------------------------------------------------------- | ---------------------------------------------------------------------- |
| 13-12-1997                                                             | Riyad                                                                  | Emirati Arabi Uniti                                                    | 0 – 2                                                                  | Uruguay                                                                | Conf. Cup 1997 - 1º turno                                              | -                                                                      |                                                                        |
| 15-12-1997                                                             | Riyad                                                                  | Rep. Ceca                                                              | 1 – 2                                                                  | Uruguay                                                                | Conf. Cup 1997 - 1º turno                                              | 1                                                                      | 4’                                                                     |
| 19-12-1997                                                             | Riyad                                                                  | Australia                                                              | 1 – 0 gg                                                               | Uruguay                                                                | Conf. Cup 1997 - Semifinale                                            | -                                                                      |                                                                        |
| 21-12-1997                                                             | Riyad                                                                  | Rep. Ceca                                                              | 1 – 0                                                                  | Uruguay                                                                | Conf. Cup 1997 - Finale 3º posto                                       | -                                                                      |                                                                        |
| 24-5-1998                                                              | Santiago del Cile                                                      | Cile                                                                   | 2 – 2                                                                  | Uruguay                                                                | Amichevole                                                             | 1                                                                      |                                                                        |
| 17-6-1999                                                              | Ciudad del Este                                                        | Paraguay                                                               | 2 – 3                                                                  | Uruguay                                                                | Amichevole                                                             | -                                                                      | 70’                                                                    |
| 1-7-1999                                                               | Asunción                                                               | Uruguay                                                                | 0 – 1                                                                  | Colombia                                                               | Coppa America 1999 - 1º turno                                          | -                                                                      |                                                                        |
| 4-7-1999                                                               | Luque                                                                  | Uruguay                                                                | 2 – 1                                                                  | Ecuador                                                                | Coppa America 1999 - 1º turno                                          | 2                                                                      |                                                                        |
| 7-7-1999                                                               | Luque                                                                  | Argentina                                                              | 2 – 0                                                                  | Uruguay                                                                | Coppa America 1999 - 1º turno                                          | -                                                                      |                                                                        |
| 10-7-1999                                                              | Asunción                                                               | Paraguay                                                               | 1 – 1 dts (3 – 5 dtr)                                                  | Uruguay                                                                | Coppa America 1999 - Quarti di finale                                  | 1                                                                      |                                                                        |
| 13-7-1999                                                              | Asunción                                                               | Uruguay                                                                | 1 – 1 dts (5 – 3 dtr)                                                  | Cile                                                                   | Coppa America 1999 - Semifinale                                        | -                                                                      |                                                                        |
| 18-7-1999                                                              | Asunción                                                               | Brasile                                                                | 3 – 0                                                                  | Uruguay                                                                | Coppa America 1999 - Finale                                            | -                                                                      |                                                                        |
| 8-9-1999                                                               | Montevideo                                                             | Uruguay                                                                | 2 – 0                                                                  | Venezuela                                                              | Amichevole                                                             | 1                                                                      | 70’                                                                    |
| 12-10-1999                                                             | Montevideo                                                             | Uruguay                                                                | 0 – 0                                                                  | Ecuador                                                                | Amichevole                                                             | -                                                                      |                                                                        |
| 17-11-1999                                                             | Maldonado                                                              | Uruguay                                                                | 0 – 1                                                                  | Paraguay                                                               | Amichevole                                                             | -                                                                      |                                                                        |
| 17-2-2000                                                              | Maldonado                                                              | Uruguay                                                                | 2 – 0                                                                  | Ungheria                                                               | Amichevole                                                             | -                                                                      | Ingresso                                                               |
| 29-3-2000                                                              | Montevideo                                                             | Uruguay                                                                | 1 – 0                                                                  | Bolivia                                                                | Qual. Mondiali 2002                                                    | -                                                                      | 77’                                                                    |
| 18-7-2000                                                              | Montevideo                                                             | Uruguay                                                                | 3 – 1                                                                  | Venezuela                                                              | Qual. Mondiali 2002                                                    | -                                                                      | 90’                                                                    |
| 25-7-2000                                                              | Montevideo                                                             | Uruguay                                                                | 0 – 0                                                                  | Perù                                                                   | Qual. Mondiali 2002                                                    | -                                                                      | 66’                                                                    |
| 28-2-2001                                                              | Capodistria                                                            | Slovenia                                                               | 0 – 2                                                                  | Uruguay                                                                | Amichevole                                                             | 1                                                                      | 59’                                                                    |
| 28-3-2001                                                              | Montevideo                                                             | Uruguay                                                                | 0 – 1                                                                  | Paraguay                                                               | Qual. Mondiali 2002                                                    | -                                                                      | 75’                                                                    |
| 14-8-2001                                                              | Maracaibo                                                              | Venezuela                                                              | 2 – 0                                                                  | Uruguay                                                                | Qual. Mondiali 2002                                                    | -                                                                      | 58’                                                                    |
| 19-11-2003                                                             | Curitiba                                                               | Brasile                                                                | 3 – 3                                                                  | Uruguay                                                                | Qual. Mondiali 2006                                                    | -                                                                      |                                                                        |
| 18-2-2004                                                              | Kingston                                                               | Giamaica                                                               | 2 – 0                                                                  | Uruguay                                                                | Amichevole                                                             | -                                                                      | 44’                                                                    |
| 26-3-2005                                                              | Santiago                                                               | Cile                                                                   | 1 – 1                                                                  | Uruguay                                                                | Qual. Mondiali 2006                                                    | -                                                                      | 69’                                                                    |
| 30-3-2005                                                              | Montevideo                                                             | Uruguay                                                                | 1 – 1                                                                  | Brasile                                                                | Qual. Mondiali 2006                                                    | -                                                                      |                                                                        |
| 4-6-2005                                                               | Maracaibo                                                              | Venezuela                                                              | 1 – 1                                                                  | Uruguay                                                                | Qual. Mondiali 2006                                                    | -                                                                      |                                                                        |
| 7-6-2005                                                               | Lima                                                                   | Perù                                                                   | 0 – 0                                                                  | Uruguay                                                                | Qual. Mondiali 2006                                                    | -                                                                      | 83’                                                                    |
| 17-8-2005                                                              | Gijón                                                                  | Spagna                                                                 | 2 – 0                                                                  | Uruguay                                                                | Amichevole                                                             | -                                                                      | 70’                                                                    |
| 4-9-2005                                                               | Montevideo                                                             | Uruguay                                                                | 3 – 2                                                                  | Colombia                                                               | Qual. Mondiali 2006                                                    | 3                                                                      | Ammonizione                                                            |
| 12-10-2005                                                             | Montevideo                                                             | Uruguay                                                                | 1 – 0                                                                  | Argentina                                                              | Qual. Mondiali 2006                                                    | -                                                                      | 61’                                                                    |
| 12-11-2005                                                             | Montevideo                                                             | Uruguay                                                                | 1 – 0                                                                  | Australia                                                              | Qual. Mondiali 2006                                                    | -                                                                      | 63’                                                                    |
| 16-11-2005                                                             | Sydney                                                                 | Australia                                                              | 1 – 0 dts (4 – 2 dtr)                                                  | Uruguay                                                                | Qual. Mondiali 2006                                                    | -                                                                      | 73’                                                                    |
| Totale                                                                 |                                                                        | Presenze                                                               | 33                                                                     |                                                                        | Reti                                                                   | 10                                                                     |                                                                        |

| Cronologia completa delle presenze e delle reti in nazionale ― Uruguay under 20 | Cronologia completa delle presenze e delle reti in nazionale ― Uruguay under 20 | Cronologia completa delle presenze e delle reti in nazionale ― Uruguay under 20 | Cronologia completa delle presenze e delle reti in nazionale ― Uruguay under 20 | Cronologia completa delle presenze e delle reti in nazionale ― Uruguay under 20 | Cronologia completa delle presenze e delle reti in nazionale ― Uruguay under 20 | Cronologia completa delle presenze e delle reti in nazionale ― Uruguay under 20 | Cronologia completa delle presenze e delle reti in nazionale ― Uruguay under 20 |
| Data                                                                            | Città                                                                           | In casa                                                                         | Risultato                                                                       | Ospiti                                                                          | Competizione                                                                    | Reti                                                                            | Note                                                                            |
| ------------------------------------------------------------------------------- | ------------------------------------------------------------------------------- | ------------------------------------------------------------------------------- | ------------------------------------------------------------------------------- | ------------------------------------------------------------------------------- | ------------------------------------------------------------------------------- | ------------------------------------------------------------------------------- | ------------------------------------------------------------------------------- |
| 17-6-1997                                                                       | Shah Alam                                                                       | Uruguay under 20                                                                | 3 – 0                                                                           | Belgio under 20                                                                 | Mondiali Under-20 1997 - 1º turno                                               | -                                                                               | 80’                                                                             |
| 19-6-1997                                                                       | Shah Alam                                                                       | Malaysia under 20                                                               | 1 – 3                                                                           | Uruguay under 20                                                                | Mondiali Under-20 1997 - 1º turno                                               | 1                                                                               |                                                                                 |
| 25-6-1997                                                                       | Shah Alam                                                                       | Uruguay under 20                                                                | 3 – 0                                                                           | Stati Uniti under 20                                                            | Mondiali Under-20 1997 - Ottavi di finale                                       | 2                                                                               |                                                                                 |
| 29-6-1997                                                                       | Shah Alam                                                                       | Uruguay under 20                                                                | 1 – 1 dts (7 - 6 dtr)                                                           | Francia under 20                                                                | Mondiali Under-20 1997 - Quarti di finale                                       | -                                                                               |                                                                                 |
| 2-7-1997                                                                        | Shah Alam                                                                       | Uruguay under 20                                                                | 3 – 2 dts                                                                       | Ghana under 20                                                                  | Mondiali Under-20 1997 - Semifinale                                             | 1                                                                               |                                                                                 |
| 5-7-1997                                                                        | Shah Alam                                                                       | Uruguay under 20                                                                | 1 – 2                                                                           | Argentina under 20                                                              | Mondiali Under-20 1997 - Finale                                                 | -                                                                               | 79’                                                                             |
| Totale                                                                          |                                                                                 | Presenze                                                                        | 6                                                                               |                                                                                 | Reti                                                                            | 4                                                                               |                                                                                 |

## Palmarès

### Club
- Campionato uruguaiano: 3

Peñarol: 1997, 2012-2013, 2015-16
- Supercoppa italiana: 3

Juventus: 1997, 2002, 2003
- Campionato italiano: 3

Juventus: 1997-1998, 2001-2002, 2002-2003
- Campionato italiano: 1 (revocato)

Juventus: 2004-2005
- Campionato italiano di Serie B: 1

Juventus: 2006-2007